# 9. Reserve-Division (Deutsches Kaiserreich)
Die 9. Reserve-Division war ein Großverband der Preußischen Armee im Ersten Weltkrieg.

## Gliederung

### Kriegsgliederung bei Mobilmachung 1914
- 17. Reserve-Infanterie-Brigade
  - Reserve-Infanterie-Regiment Nr. 6
  - Reserve-Infanterie-Regiment Nr. 7
- 19. Reserve-Infanterie-Brigade
  - Reserve-Infanterie-Regiment Nr. 19
  - Reserve-Jäger-Bataillon Nr. 5
- Reserve-Dragoner-Regiment Nr. 3
- Reserve-Feldartillerie-Regiment Nr. 9
- 4. Kompanie/Niederschlesisches Pionier-Bataillon Nr. 5

### Kriegsgliederung vom 2. März 1918
- 18. Reserve-Infanterie-Brigade
  - Reserve-Infanterie-Regiment Nr. 6
  - Reserve-Infanterie-Regiment Nr. 19
  - Infanterie-Regiment Nr. 395
  - 3. Eskadron/Reserve-Dragoner-Regiment Nr. 3
- Artillerie-Kommandeur Nr. 97
  - Reserve-Feldartillerie-Regiment Nr. 9
  - Fußartillerie-Bataillon Nr. 29
- Pionier-Bataillon Nr. 309
- Divisions-Nachrichten-Kommandeur Nr. 409

## Gefechtskalender

### 1914
- 22. bis 27. August – Schlacht bei Longwy-Longuyon und am Othain-Abschnitt
- 01. September – Damvillers
- 06. bis 12. September – Schlacht bei Vaubecourt-Fleury
- 06. bis 10. Oktober – Gefecht bei Etain
- 29. Oktober – Gefecht bei Gercourt
- 05. bis 25. November – Schlacht an der Yser
- ab 26. November – Stellungskämpfe vor Verdun

### 1915
- 01. Januar bis 31. Dezember – Stellungskämpfe vor Verdun

### 1916
- bis 20. Februar – Stellungskämpfe vor Verdun
- 21. Februar bis 21. April – Schlacht um Verdun
- 22. April bis 31. Mai – Stellungskämpfe in Lothringen
- 01. Juni bis 29. September – Stellungskämpfe in der Champagne
- 30. September bis 19. Oktober – Schlacht an der Somme
- 21. Oktober bis 23. November – Stellungskämpfe im Oberelsass
- ab 27. November – Stellungskämpfe an der Somme

### 1917
- bis 15. März – Stellungskämpfe an der Somme
- 16. März bis 16. April – Kämpfe vor der Siegfriedfront
- 17. April bis 20. Mai – Frühjahrsschlacht bei Arras
- 21. Mai bis 1. Juni – Stellungskämpfe in Flandern und Artois
- 02. Juni bis 22. September – Schlacht in Flandern
- ab 23. September – Kämpfe in der Siegfriedstellung
  - 20. bis 29. November – Tankschlacht bei Cambrai
  - 30. November bis 7. Dezember – Angriffsschlacht bei Cambrai

### 1918
- bis 31. Januar 1918 – Kämpfe in der Siegfriedstellung
- 01. Februar bis 20. März – Kämpfe in der Siegfriedstellung und Vorbereitungszeit für die Große Schlacht in Frankreich
- 21. März bis 6. April – Große Schlacht in Frankreich
- 07. bis 9. April – Kämpfe an der Ancre, Somme und Avre
- 09. bis 18. April – Schlacht bei Armentières
- 09. bis 30. April – Stellungskämpfe in Flandern und Artois
- 01. Mai bis 4. August – Stellungskämpfe in Französisch-Flandern und Artois
  - 26. bis 27. Mai – Ancre-Übergang bei Albert
- 05. August bis 6. September – Kämpfe vor der Front Ypern-La Bassée
- 07. bis 28. September – Kämpfe an der Front Armentiéres-Lens
- 27. September bis 8. Oktober – Abwehrschlacht zwischen Cambrai und St. Quentin
- 09. bis 26. Oktober – Kämpfe vor und in der Hermannstellung
- 27. Oktober bis 4. November – Kämpfe in der Hermannstellung an der Schelde
- 05. bis 11. November – Rückzugskämpfe vor der Antwerpen-Maas-Stellung
- 12. November bis 19. Dezember – Räumung des besetzten Gebietes und Marsch in die Heimat

## Kommandeure
| Dienstgrad                                        | Name                              | Datum                             |
| ------------------------------------------------- | --------------------------------- | --------------------------------- |
| Generalleutnant z.D./Char. General der Infanterie | Hans von Guretzky-Cornitz         | 02. August 1914 bis 11. Juli 1917 |
| Generalleutnant                                   | Julius August Hildemann           | 12. Juli 1917 bis 9. Januar 1918  |
| Generalleutnant                                   | Wilhelm Georg Ernst von Zglinicki | 10. Januar bis 20. Dezember 1918  |